# 科普里夫尼察
科普里夫尼察（發音：[kɔ̝̌priːv̞nit͡sa]）位于克罗地亚东北部，為科普里夫尼察-克里热夫齐县首府。